# Truesdale (Iowa)
Pour les articles homonymes, voir Truesdale.
Truesdale est une ville du comté de Buena Vista, en Iowa, aux États-Unis. La ville est incorporée le 15 mai 1917.

## Source de la traduction
- (en) Cet article est partiellement ou en totalité issu de l’article de Wikipédia en anglais intitulé « Truesdale, Iowa » (voir la liste des auteurs).